# Équipe cycliste Flexpoint
Team Flexpoint est une ancienne équipe cycliste féminine basée aux Pays-Bas. Elle était dirigée de 2005 à 2008 par Jean-Paul van Poppel. L'équipe est numéro deux mondiale en 2005 et 2006. Amber Neben remporte ces années-là le Tour de l'Aube, tandis que Mirjam Melchers gagne le Tour des Flandres les deux années. Susanne Ljungskog s'impose sur deux épreuves de coupe du monde et montre une grande régularité. Loes Gunnewijk fait également partie de l'équipe.

## Classements UCI
Ce tableau présente les places de l'équipe Team Flexpoint au classement de l'Union cycliste internationale en fin de saison, ainsi que ses meilleures coureuses au classement individuel.
| Année | Classement par équipes | Meilleure coureuse au classement individuel |
| 2005  | 2e                     | Susanne Ljungskog (2e)                      |
| 2006  | 2e                     | Susanne Ljungskog (3e)                      |
| 2007  | 5e                     | Susanne Ljungskog (7e)                      |
| 2008  | 6e                     | Amber Neben (13e)                           |
| 2009  | 9e                     | Loes Gunnewijk (22e)                        |

L'équipe participe également aux manches de la Coupe du monde. Le tableau ci-dessous présente les classements de l'équipe sur ce circuit, ainsi que sa meilleure coureuse au classement individuel.
| Année | Classement par équipes | Meilleure coureuse au classement individuel |
| 2005  | -                      | Susanne Ljungskog (2e)                      |
| 2006  | 3e                     | Annette Beutler (3e)                        |
| 2007  | 8e                     | Noemi Cantele (4e)                          |
| 2008  | 8e                     | Amber Neben (26e)                           |
| 2009  | 6e                     | Loes Gunnewijk (7e)                         |

## Principales victoires

### Grands tours
| - Tour d'Italie féminin - Participations : 5 (2005, 2006, 2007, 2008, 2009) - Victoires d'étapes : 3 - 1 en 2005 : Mirjam Melchers - 1 en 2006 : Susanne Ljungskog - 1 en 2008 : Mirjam Melchers - Victoires finales : 0 | - Tour de l'Aude cycliste féminin - Participation : 5 (2005, 2006, 2007, 2008, 2009) - Victoire d'étape : 4 - 1 en 2005 : Amber Neben - 2 en 2006 : Loes Gunnewijk, Susanne Ljungskog - 1 en 2007 : Susanne Ljungskog - Victoire finale : 2 - 2005 et 2006 : Amber Neben |

### Compétitions internationales
Cyclisme sur route
- Championnats du monde : 1
  - Contre-la-montre : 2008 (Amber Neben)
- Championnats du monde universitaire : 3
  - Course en ligne : 2008 (Elise van Hage)
  - Contre-la-montre : 2006 (Loes Gunnewijk), 2008 (Iris Slappendel)
- Jeux panaméricains : 1
  - Contre-la-montre : 2006 (Amber Neben)
- Championnats d'Europe : 1
  - Contre-la-montre espoirs : 2006 (Linda Melanie Villumsen)

### Championnats nationaux
Cyclisme sur route
- Championnats d'Allemagne : 1
  - Course en ligne : 2007 (Luise Keller)
- Championnats du Danemark : 3
  - Course en ligne : 2006 (Linda Melanie Villumsen)
  - Contre-la-montre : 2006 (Linda Melanie Villumsen), 2007 (Trine Schmidt)
- Championnats des Pays-Bas : 2
  - Contre-la-montre : 2006 (Loes Gunnewijk), 2008 (Mirjam Melchers-van Poppel)
- Championnats de Norvège : 2
  - Course en ligne : 2008 (Anita Valen de Vries)
  - Contre-la-montre : 2008 (Anita Valen de Vries)
- Championnats de Suède : 3
  - Course en ligne : 2005, 2006 (Susanne Ljungskog)
  - Contre-la-montre : 2006 (Susanne Ljungskog)
- Championnats de Suisse : 1
  - Course en ligne : 2006 (Annette Beutler)

Cyclisme sur piste
- Championnats d'Allemagne : 1
  - Course aux points : 2006 (Madeleine Sandig)
- Championnats du Danemark : 4
  - Poursuite individuelle : 2007, 2009 (Trine Schmidt)
  - Scratch : 2007 (Trine Schmidt)
  - Vitesse individuelle : 2007 (Mie Bekker Lacota)
- Championnats des Pays-Bas : 1
  - Poursuite individuelle : 2006 (Vera Koedooder)

Cyclo-cross
- Championnats des Pays-Bas : 3
  - Élites : 2008, 2009 (Mirjam Melchers-van Poppel)
  - Juniors : 2009 (Tessa van Nieuwpoort)

VTT
- Championnats des Pays-Bas : 1
- Marathon : 2006 (Elsbeth van Rooy-Vink)

## Encadrement de l'équipe
Jean-Paul van Poppel est le directeur de l'équipe de 2005 à 2008. Il en est le représentant auprès de l'UCI de 2007 à 2008. De 2006 à 2008, il est assisté par Klas Johansson, qui devient le gérant de l'équipe en 2009. En 2006, Mark Welten est également directeur adjoint. En 2009, le représentant de l'équipe auprès de l'UCI est Ton Janssen, tandis que le directeur adjoint est Jan De Jong.

## Sponsors
Le partenaire principal de l'équipe est Flexpoint, une société d'intérim. De 2005 à 2006, Buitenpoort, un traiteur, est partenaire secondaire.

## Flexpoint en 2009

### Effectif
| Coureuse             | Date de naissance | Nationalité | Équipe 2008             |
| -------------------- | ----------------- | ----------- | ----------------------- |
| Saskia Elemans       | 11 mars 1977      | Pays-Bas    | Flexpoint               |
| Loes Gunnewijk       | 27 novembre 1980  | Pays-Bas    | Flexpoint               |
| Nikki Harris         | 30 décembre 1986  | Royaume-Uni | De Sprinters Malderen   |
| Jacobien Kanis       | 23 avril 1989     | Pays-Bas    | Flexpoint               |
| Susanne Ljungskog    | 16 mars 1976      | Suède       | Menikini - Selle Italia |
| Loes Markerink       | 14 décembre 1985  | Pays-Bas    | Flexpoint               |
| Mirjam Melchers      | 26 septembre 1975 | Pays-Bas    | Flexpoint               |
| Trine Schmidt        | 3 juin 1988       | Danemark    | Menikini - Selle Italia |
| Iris Slappendel      | 18 février 1985   | Pays-Bas    | Flexpoint               |
| Anna van der Breggen | 18 avril 1990     | Pays-Bas    | Néo-professionnelle     |

### Victoires
| Date        | Course                                          | Pays     | Cat. | Vainqueur            |
| ----------- | ----------------------------------------------- | -------- | ---- | -------------------- |
| 4 janvier   | Championnat des Pays-Bas de cyclo-cross         | Pays-Bas | CN   | Mirjam Melchers      |
| 10 janvier  | Championnat des Pays-Bas de cyclo-cross juniors | Pays-Bas | CN   | Tessa van Nieuwpoort |
| 19 décembre | Championnat du Danemark de poursuite            | Danemark | CN   | Trine Schmidt        |

Saskia Elemens gagne le cyclo-cross de Surhuisterveen le 14 janvier.